# Taniche
Taniche è un comune del Messico, situato nello stato di Oaxaca.